# Парнис (национальный парк)

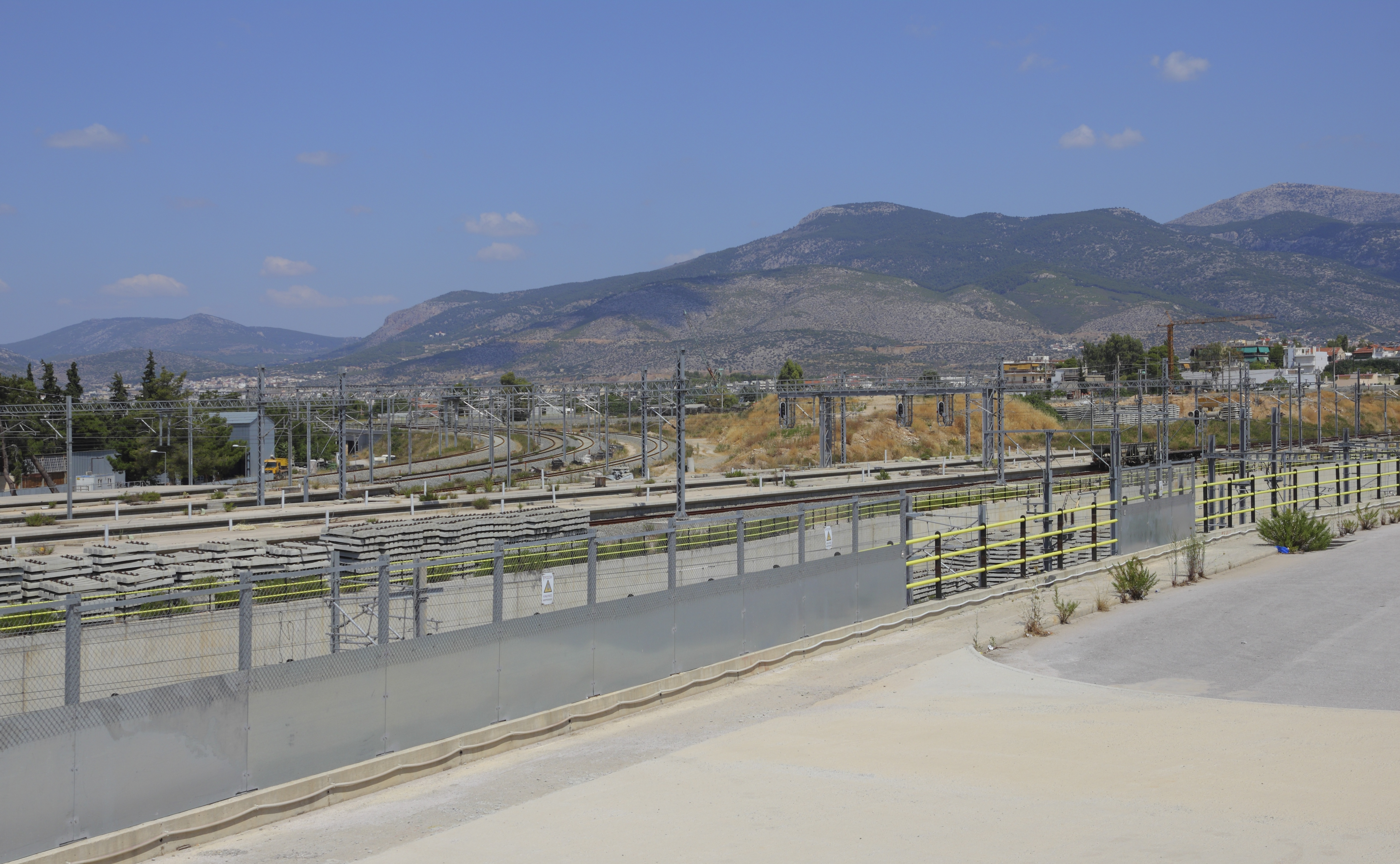
Парниc

Па́рнис (греч. Εθνικός δρυμός Πάρνηθας) — горный хребет к северу от Афин с общей площадью около 300 км². К нему принадлежит самая высокая в Аттике гора Парнис высотой 1412 м. Большая часть хребта покрыта густыми хвойными лесами: у подножия преимущественно сосновыми, ближе к вершине — еловыми. Большую часть зимы гора покрыта снегом.
По причине исключительной природной красоты часть хребта с 1961 года имеет статус национального парка, присоединенного к экосети «Натура 2000». Является важным местом обитания пернатых. В районе действуют стоянки альпинистов Бафи и Флабури.
В старину Парнис также носил название Озия. Происхождение старого названия неизвестно.